# Héroon de Trysa

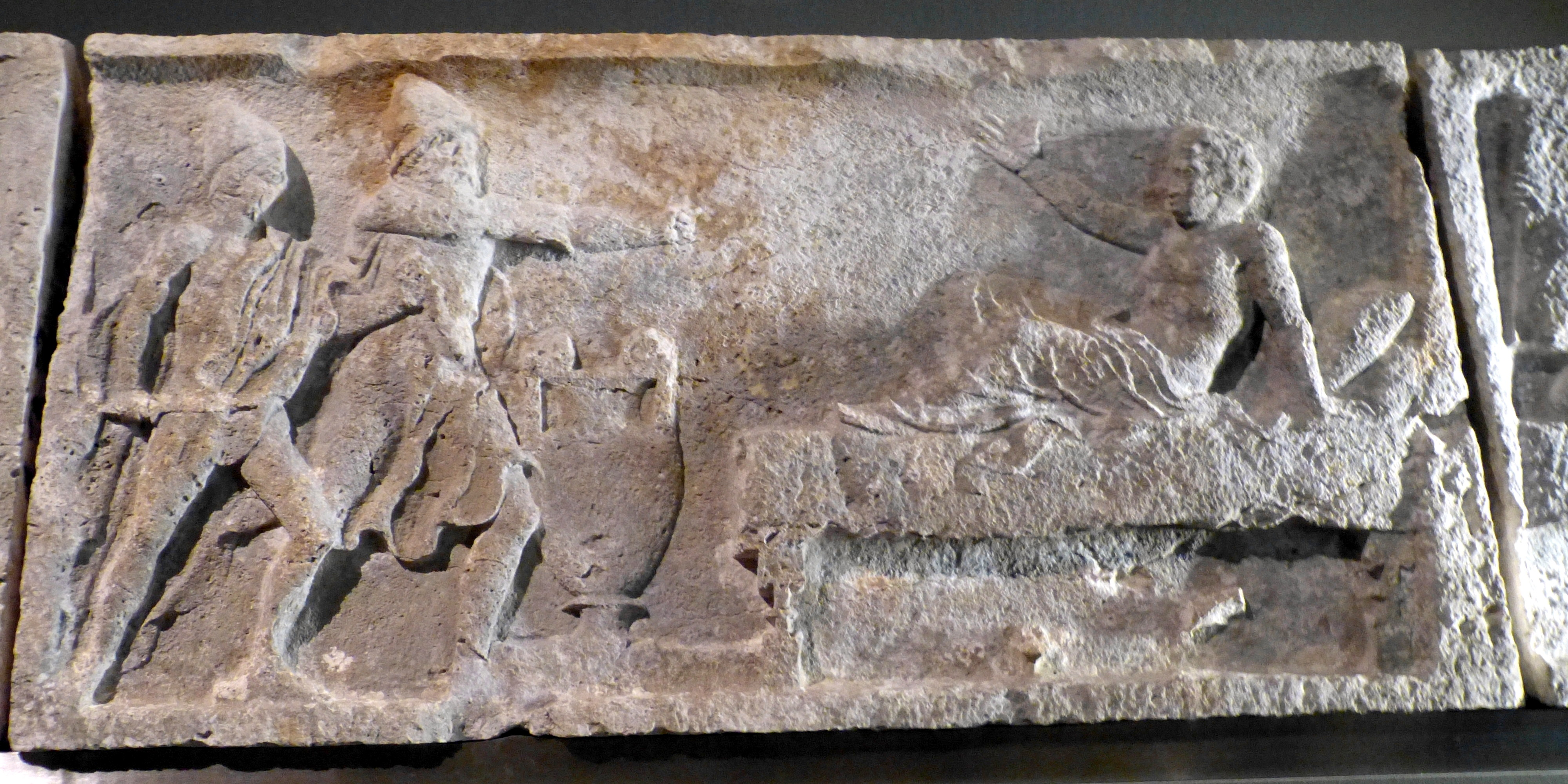
Plaque en relief (380 avant notre ère) avec le meurtre des prétendants par Ulysse, de l'Héroon de Trysa, Kunsthistorisches Museum, Vienne.

L'Héroon de Trysa est le nom d'un tombeau ancien, construit vers 380 avant J.C., à Trysa, dans l'ancienne Lycie, au sud-ouest de la Turquie. Il a été découvert en 1841 par Julius August Schönborn, un enseignant allemand, lors de ses recherches sur le terrain en Lycie.
La frise décorative se composait initialement d'environ 152 plaques, illustrant le mur extérieur du tombeau, de forme carrée. Elles se trouvent désormais au Kunsthistorisches Museum de Vienne, où elles ont été transportées en 1882 après des fouilles menées par Otto Benndorf et Felix von Luschan, avec l'autorisation des autorités turques.
Le musée a mené un projet de recherche sur les plaques, qui a abouti en 2015 avec la publication d'un catalogue décrivant en détail chacune des plaques, y compris les dimensions, la qualité de conservation et l'analyse stylistique des dessins. Cet ouvrage est illustré de photographies des plaques restaurées.
La frise totalise une longueur de 211 mètres, et représente près de 600 figures en pierre sculptée, illustrant une quinzaine de thèmes. Ce Héroon est le plus grand monument de Lycie et l'un des monuments funéraires les plus importants de l'Antiquité classique. Les décors se développent sur deux rangées de frises superposées, ce qui en fait un exemple unique de représentation graphique dans le monde de l'illustration classique.